# Zawyet el-Maiyitin
Zawyet el-Maiyitin (en árabe: زاوية الميتين, Zawiyat al-Maiyitīn), Zawyet el-Amwat o Zawiyet Sultan es un pueblo de Egipto, en la orilla oriental del Nilo, a unos 10 kilómetros al sur de Menia. Al sur de la aldea se encuentra el sitio arqueológico de el-Kom el-Ahmar (en árabe: الكوم الأحمر, al-Ahmar al-Casi) (la colina roja), la antigua Hebenu. Está situado en las coordenadas 28°04′N 30°49′E / 28.067, 30.817

## Historia
La necrópolis existente fue utilizada durante el Antiguo y el Nuevo Imperio. En el Imperio Antiguo se levantó una pirámide escalonada, la pirámide de Zawyet el-Maiyitin, y en el Imperio Nuevo  Amenhotep III construyó un templo en honor a Horus. Fue capital del nomo XVI del Alto Egipto. En época romana el lugar fue utilizado como cantera. 
El nombre Hebenu significa "matar con un cuchillo". Se cree que es una referencia a la venganza de Horus sobre Set por la muerte de Osiris.
La pirámide fue examinada por el egiptólogo francés Raymond Weill en 1911, y por el arqueólogo francés Jean-Philippe Lauer en 1962.

## Restos arqueológicos
- Pirámide escalonada, posiblemente de la tercera dinastía,[4] atribuida a Huny, la única construida en la orilla oriental del Nilo.
- Templo de Horus.
- La necrópolis, consistente en tumbas excavadas en la roca,[5] fue destruida en gran parte debido a su uso como cantera.[2] Las tumbas corresponden en su mayoría a finales del Imperio Antiguo;[5] entre las más importantes figuran:
  - la de Nianch-Pepi[cita requerida]
  - la de Nefersecheru o Nefersekeru, de la dinastía XVIII o XIX.[2]
- Un coloso caído, carente de inscripciones.[2]

### Citas
1. 1 2  Dodson, pp. 74-75.
2. 1 2 3 4  Damiano-Appia, pp. 151-152.
3. ↑  Baines y Malék, p. 128. Damiano-Appia, p. 232.
4. ↑  Baines y Malék, pp. 128 y 141. Damiano-Appia, pp. 151-152.
5. 1 2  Baines y Malék, p. 128.